# 아마조나스주
아마조나스주(브라질 포르투갈어: Estado do Amazonas, 스페인어: Estado de Amazonas)는 브라질의 북부에 위치하였으며 마투그로수주, 아크리주, 파라 주, 호라이마주, 혼도니아주와 이웃하고 있으며 베네수엘라, 콜롬비아, 페루와 국경을 접하고 있다.

## 행정 구역
브라질 북부지역에 위치한 아마조나스 주(AM)의 자치단체 목록이다. 아마조나스는 62개의 자치구로 나뉘는데, 13개의 마이크로 영역으로 나뉘어져 있으며, 4개의 메소레온으로 분류된다.

## 지리
주의 대부분이 광대한 아마존 우림이다. 기후는 전형적인 열대 우림 기후로 연중 고온 다습하다. 이러한 자연 조건으로 인하여 브라질에서 가장 넓은 주이지만, 인구는 희박하여 인구 밀도가 매우 낮다.

## 주요 도시
- 마나우스

## 인구
| 연도    | 인구      | ±%      |
| ------- | --------- | ------- |
| 1872    | 57,610    | —       |
| 1890    | 147,915   | +156.8% |
| 1900    | 249,756   | +68.9%  |
| 1920    | 363,166   | +45.4%  |
| 1940    | 438,008   | +20.6%  |
| 1950    | 514,099   | +17.4%  |
| 1960    | 721,215   | +40.3%  |
| 1970    | 960,934   | +33.2%  |
| 1980    | 1,449,135 | +50.8%  |
| 1991    | 2,102,901 | +45.1%  |
| 2000    | 2,817,252 | +34.0%  |
| 2010    | 3,483,985 | +23.7%  |
| 2022    | 3,941,613 | +13.1%  |
| Source: |           |         |

## 같이 보기
- 아마소나스주 (콜롬비아)
- 아마소나스주 (페루)
- 피라항어